# 恋愛の家庭教師
『恋愛の家庭教師』（れんあいのかていきょうし）は、1999年4月12日から1999年9月27日までに、フジテレビ系列で毎週月曜日23:00～23:20（バラパラ枠）に放送されていた情報バラエティ番組。

## 概要
木村佳乃が恋に悩める女の子、ユースケ・サンタマリアが家庭教師センターの男という設定で、毎回恋愛の家庭教師として女性ゲストを迎えて恋愛相談をするトーク番組である。

## 出演
- 木村佳乃
- ユースケ・サンタマリア

## スタッフ
- 制作：フジテレビ、ジーワン